# Animerad film

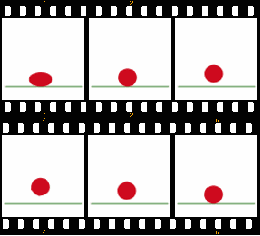
Bilderna på bollen visas i rad, vilket ger en illusion av rörelse.

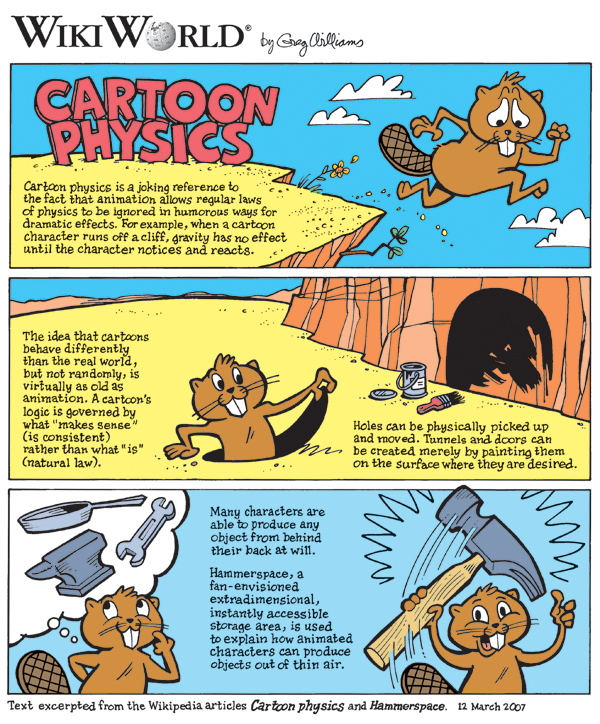
Många animerade filmer använder särskilda fysiska lagar. Här illustreras tre exempel: 1) Man faller inte förrän man upptäcker att man har passerat klippkanten, 2) Hål går att flytta och tunnlar kan skapas genom att måla svart på en vägg, 3) Man kan dölja föremål bakom ryggen som egentligen är för stora för att gömmas bakom ryggen.

Animerad film eller animation (av latin anima, 'liv') är ett samlingsnamn för film som skapats genom animering. Huvudsakligen skiljer man på tre typer: tecknad film, datoranimerad film och olika typer av stop motion-animerad film.
Gemensamt för all animation är att man sätter ihop bilder som ursprungligen är statiska för att ge en illusion av rörelse. Även konventionell film består av stillbilder i sekvens, men här har stillbilderna återskapat en rörelse från verkligheten. En spelfilm återskapar rörelse, medan animation skapar rörelse. Populärt används "tecknad film" ofta synonymt med "animerad film", men tecknad film är alltså i egentlig mening endast en typ av animerad film.

## Format för animerad film

### Kortfilm
De äldsta animerade filmerna producerades redan under slutet av 1800-talet och genren kom att göra stora framsteg under 1900-talets första årtionden. Precis som övrig film under denna period, var de animerade filmerna i allt väsentligt kortfilmer, och precis som spelfilmen kom den animerade filmen i stor utsträckning att utvecklas i USA, men genren slog tidigt igenom även i Frankrike (Émile Cohl) och Ryssland (Ladislas Starevich).
Fram till 1950-talet var kortfilmen utan tvekan genrens främsta format - inte minst i USA - men under andra hälften av 1900-talet tappade formatet tydligt mark, en utveckling som främst berodde på av TV:s frammarsch. Idag består produktionen av animerade kortfilm framför allt av independentfilmer och experimentella produktioner samt projekt knutna till TV-serier och långfilmer

### Långfilm
1917 hade historiens första animerade långfilm premiär: El Apóstol, av argentinaren Quirino Cristiani. Under de följande två decennierna kom ytterligare sju stycken innan Snövit och de sju dvärgarna visades i december 1937. Snövit var den första engelskspråkiga animerade långfilmen, och till lika den första som inte var svartvit. Den innebar både Walt Disneys och den animerade filmens genombrott i Hollywood och satte också upp riktlinjer för vad publiken väntade sig av en tecknad film. Disney kom sedan allt väsentligt helt att dominera den amerikanska marknaden för animerad film i två och ett halvt decennium. Utanför USA var det framför allt Sovjetunionen, och senare Japan och vissa europeiska länder, som kom att få en större produktion av animerade filmer, men till skillnad från Disneys produktioner fick endast ett fåtal av dessa filmer en internationell distribution.
Från och med 1960-talets andra hälft fick Disney konkurrens från ett flertal andra animationsstudior, och även internationellt sköt antalet animerade filmer i höjden. I och med datoranimationens intåg vid millennieskiftet har formatet fått ett tydligt lyft, och Disneys dominans är idag i det närmaste helt försvunnen.

### TV
TV:s genomslagskraft påverkade även den animerade filmen. De första animerade TV-serierna fick premiär redan på 1950-talet, och under 1960-talet växte formatet kraftigt. I väst var det framför allt tecknade serier som rönte framgång, medan det i Sovjetunionen och Östeuropa huvudsakligen rörde sig om stopmotion-animerade produktioner. Internationellt sett var det framför allt de amerikanska serierna som lyckades slå igenom, och den amerikanska produktionen dominerades stort av tre animationsstudior: Hanna-Barbera, Filmation och DePatie-Freleng Enterprises, där den första var den utan tvekan mest framgångsrika.
Under 1980-talet kom genren att utvecklas relativt kraftigt över hela västvärlden, mycket tack vare serien Simpsons.

## Tekniker för animerad film

### Tecknad film
En tecknad film består av långa sekvenser av bildrutor, vanligen tecknade för hand, men mot slutet av 1900-talet blev det allt vanligare att även bilder framtagna i datorer användes - inte minst för miljö- och bakgrundsbilder. När datoranimerade filmer blev mer normal blev det vanligare inom animation industrin att beskriva tecknad animation som 2D animation för att kunna skilja från 3D animation (Datoranimation). Den store pionjären inom den tecknade filmen var Walt Disney, vars film Snövit och de sju dvärgarna från 1937 innebar det definitiva genombrottet för den animerade filmen i Hollywood. Disney var dock inte den förste att jobba med mediet. 

### Datoranimerad film

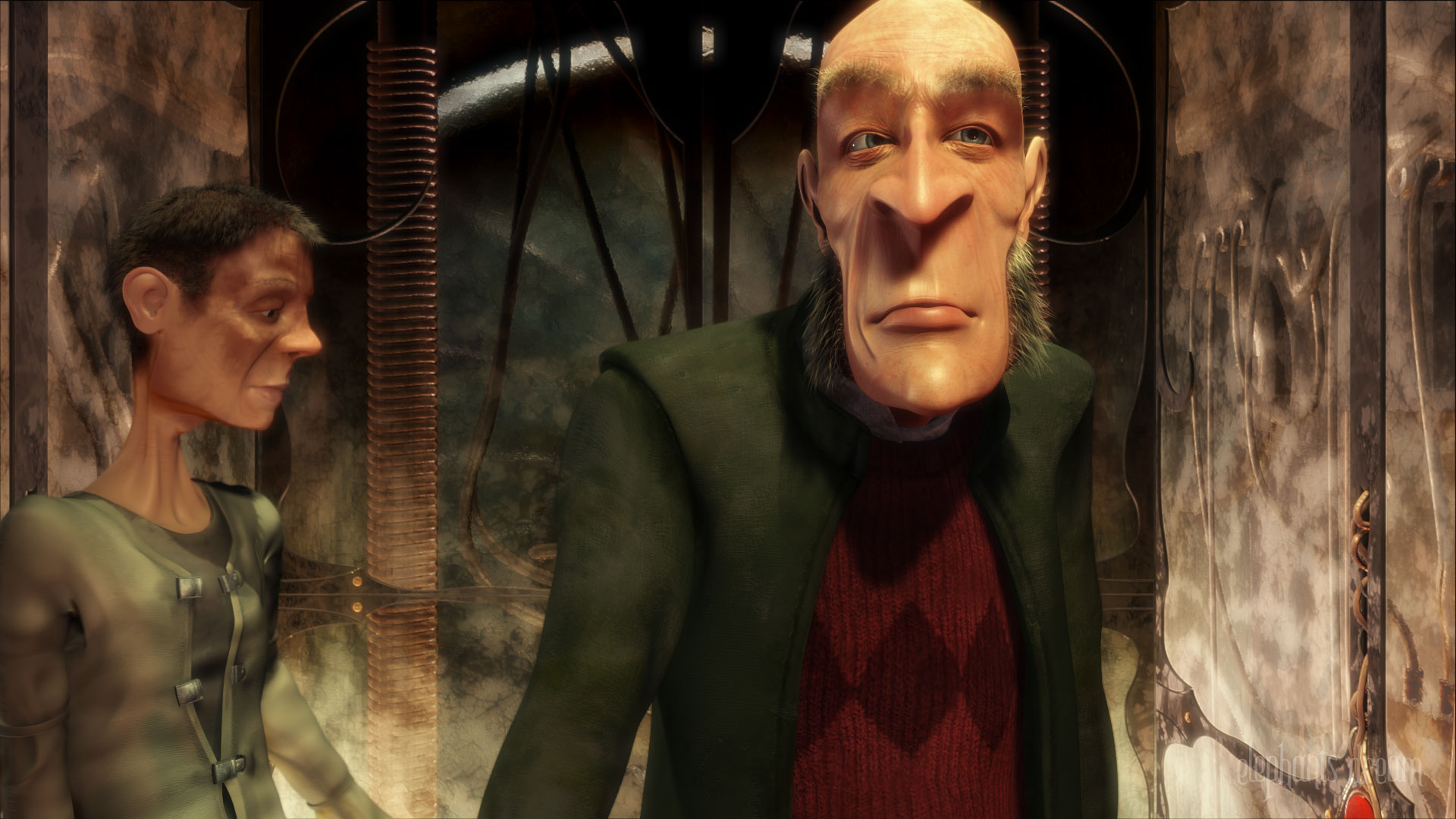
I datoranimerad film byggs miljöer och rollfigurer upp i särskilda ritprogram. Stillbild från kortfilmen Elephants Dream.

Datoranimerad film (även kallad 3D animerade filmer) syftar på filmer som är helt skapade i datorn, genom 3D-program - så kallad CGI-teknik. År 1961 skapades en datorskapad animation i Sverige som troligtvis var världens första. Filmen skildrade en motorvägs sträckning i ett kommande vägbygge och gjordes på den svenska datorn BESK (Binär Elektronisk SekvensKalkylator). Datoranimationen visades upp i nyhetsprogrammet Aktuellt. Den amerikanska filmindustrin började använda tekniken till 1970-talets science fiction-filmer; bland föregångarna märks framförallt Westworld (1973) och dess uppföljare Futureworld från 1976, Stjärnornas krig från 1977 samt Walt Disney Productions' Tron från 1982.
Den första helt datoranimerade långfilmen var Toy Story, producerad av Pixar Animation Studios, från 1995. Idag är denna teknik på väg att helt ta över marknaden för animerad film, samtidigt som fler och fler spelfilmer använder sig allt mer av tekniken - däribland kan nämnas Terminator 2, Sagan om ringen-trilogin och Berättelsen om Narnia: Häxan och lejonet.

### Stop motion-animerad film
Stop motion-tekniken, som är den äldsta animationformen, innebär att man skapar en illusion av rörelse med sekvenser med foton på "döda" objekt med sinsemellan små positionsvariationer. Huvudsakliga material som används är lerfigurer (leranimation - ex. Wallace & Gromit), utklippta bilder eller foton (cutoutanimation - ex. Monty Python) och dockor (dockanimation - ex. 1933 års version av King Kong) Notera att alla dockfilmer inte är animerade. Till exempel Mupparna använder sig av dockteater och är således exempel på spelfilm).
I Östeuropa kom stopmotiontekniken tidigt att etablera sig som en fristående filmteknik, och den stopmotionanimerade filmen är en väletablerad genre i denna del av världen. I Västeuropa och Nordamerika kom den huvudsakligen att bli en specialeffektsteknik, mycket genom Ray Harryhausens arbete under mitten av 1900-talet. Utanför Europa och Nordamerika är genren i sin renodlade form generellt sett väldigt begränsad - till undantagen hör den japanske filmskaparen Tadahito Mochinaga som under 1950-talet - men inom specialeffektskapandet blev tekniken ett bärande inslag i japanska monsterfilmer som Godzilla-serien och dess avlöpare.

## Animerad film runt världen

### Amerikansk animerad film
USA var under 1900-talet den ledande producenten av animerade filmer. Fram till mitten av 1950-talet bestod utbudet framför allt av animerade kortfilmer och Walt Disneys långfilmer. I och med TV:s genombrott flyttade flertalet av animationsstudiorna över till det nya mediet, samtidigt som fler aktörer gjorde sig gällande på långfilmsmarknaden.

### Japansk animerad film

En anime-figur, Mahuri.

Japansk animerad filmen, i västvärlden kallad anime efter det japanska ordet för detta, uppstod på 1950-talet, och slog igenom på allvar mot slutet av 1960-talet. I väst dröjde det till 1980-talet innan anime-filmer på allvar började spridas, och i Sverige dröjde det ytterligare något decennium.
Bland de japanska animationer som blivit mest kända i Sverige och västvärlden märks framför allt Studio Ghiblis filmer med titlarna Totoro och Spirited Away, koncept som Pokémon, Digimon och Beyblade, samt tv-serien Sailor Moon. Under de senaste åren har dock utbudet på den svenska marknaden börjat växa.

### Svensk animerad film
Den svenska animerade filmen har aldrig varit en stor marknad. Genrens store svenske pionjär var Victor Bergdahl som under 1910- och 1920-talet producerade närmare tjugo animerade kortfilmer, merparten med figuren Kapten Grogg i huvudrollen. Efter Bergdahl var genren i princip utdöd i Sverige fram till Tage Danielssons film I huvet på en gammal gubbe kom 1968. Denna film räknas som Sveriges första tecknade långfilm - dock är den enbart delvis animerad - och för animationerna svarade Per Åhlin. 1974 återkom Åhlin, denna gång med barnklassikern Dunderklumpen!. Åhlin är än idag att betrakta som svensk animations store förgrundsgestalt, något som inte minst manifesterades då han vid 2006 års Guldbaggegala fick ta emot historiens första Gullspira. Hans övriga produktion inkluderar framför allt långfilmerna Resan till Melonia och Hundhotellet, TV-serierna Alfons Åberg, Lennart Hellsings ABC samt animeringar åt flera av Tage Danielssons filmer.
Sedan 1970-talet finns även en mindre svensk produktion av animerade TV-produktioner för barn och ungdomar. Till exempel har Magnus Carlssons svenskbaserade, internationella, produktionsbolag Happy Life rönt flera framgångar med TV-serier som Creepschool, De tre vännerna och Jerry, Da Möb, Loranga, Masarin och Dartanjang, Sune och hans värld, och Pettson och Findus, där den sistnämnda även har blivit flera långfilmer.
Andra betydelsefulla svenska animatörer inkluderar Rune Andréasson (Bamse), Stig Lasseby (Agaton Sax och Pelle Svanslös), Olof Landström (Kalles klätterträd), Jan Gissberg (Pelle Svanslös och Kalle Stropp och Grodan Boll), Lennart Gustafsson (Råttis), Kenneth Hamberg (Goliat), Lars Persson (mest känd för sitt samarbete med Per Åhlin och filmatiseringar av Lilla spöket Laban) och Christian Ryltenius. Även den vuxenorienterade animerade filmen fick ett lyft bland annat i och med kortfilmsregissörerna Johan Hagelbäck och Jonas Odell. Svensk animation inom samtidskonsten har under 1990- och 2000-talet gjort tydliga avtryck internationellt, framförallt genom J. Tobias Anderson, Nathalie Djurberg, Cecilia Lundqvist och Magnus Wallin.
Den första svenska 3D-animerade filmen kom ut 2009 av bolaget White Shark. Filmens titel var Tomtar och Troll - Den Hemliga Kammaren. Filmen hade svensk premiär i mars 2009 samt även i ett stort antal länder. Bl.a. hade filmen tagit sig upp på topp 10 i Dubai på bio samt över 60 000 biobesökare i Turkiet.

#### Svenska animerade kortfilmer (urval)
- Hem ljuva hem (1997) av Ulla-Carin Grafström. Guldbagge för bästa kortfilm 1998.
- Glenn, the Great Runner (2004) av Anna Erlandsson. Guldbagge för bästa kortfilm 2005.
- Slavar (2008) av David Aronowitsch och Hanna Heilborn. Prisad vid ett tjugotal filmfestivaler.
- Tussilago (2010) av Jonas Odell. Guldbagge för bästa kortfilm 2011.
- But Milk is Important (2013)

#### Svenska animerade långfilmer
Fram till och med 2015 har arton helsvenska animerade långfilmer fått premiär.
Av dessa har Per Åhlins filmer och den första "Pelle Svanslös"-filmen mötts av bäst kritik.
- I huvet på en gammal gubbe (1968)
- Dunderklumpen! (1974)
- Agaton Sax och Byköpings gästabud (1976)
- Pelle Svanslös (1981)
- Pelle Svanslös i Amerikatt (1985)
- Råttis (1986)
- Resan till Melonia (1989)
- Kalle Stropp och Grodan Boll på svindlande äventyr (1991)
- Jakten på himlens nyckel (1997)
- Hundhotellet - En mystisk historia (2000)
- Bland tistlar (2005, stop motion)
- Desmond & Träskpatraskfällan (2006, stop motion)
- Lilla spöket Laban (2006)
- Tomtar och Troll - Den Hemliga Kammaren (2009, 3D-rendering)
- Metropia (2009, 3D-rendering) av Tarik Saleh
- Emil och Ida i Lönneberga (2013) av bl.a. Per Åhlin
- Bamse och tjuvstaden (2014)
- Resan till Fjäderkungens rike (2014), första svenska stereoskopiska 3D-renderade långfilmen

#### Internationella animerade långfilmer med svensk inblandning
Utöver de helsvenska animerade filmerna har dessutom flera animerade filmer haft svenska intressenter, men dessa filmer har dock i huvudsak haft icke-svenska animatörer.
- Samson & Sally (1984, Danmark/Sverige)
- David och de magiska pärlorna (1988, Polen/Sverige)
- Hugo - djungeldjuret (1993, Danmark/Norge/Sverige)
- Djungeldjuret Hugo - den stora filmhjälten (1996, Danmark/Norge/Finland/Sverige)
- Pippi Långstrump (1997, Kanada/Tyskland/Sverige)
- Pettson och Findus - Katten och gubbens år (1999, Tyskland/Sverige)
- Pettson och Findus - Kattonauten (2000, Tyskland/Sverige)
- Karlsson på taket (2002, Norge/Sverige)
- Pettson och Findus - Tomtemaskinen (2005, Tyskland/Danmark/Sverige)
- Pettson och Findus - Glömligheter (2009, Tyskland/Danmark/Sverige)

## Viktiga animerade filmer
- Snövit och de sju dvärgarna - En av de första tecknade långfilmerna (cellanimation)
- Vem satte dit Roger Rabbit - En av de första filmerna där man blandade tecknat och live action, med mer fysisk kontakt
- Toy Story - Den första 3d-renderade långfilmen

## Utmärkelser inom den animerade filmen
Precis som för de flesta filmgenrer finns det ett antal filmpriser och -utmärkelser som enbart fokuserar på animerad film. Bland de mest prestigefyllda märks:
- Oscar till bästa animerade långfilm
- Oscar till bästa animerade kortfilm
- Annie Award, utdelas i en mängd klasser
- Annecykristallerna, utdelas vid Annecys internationella festival för animerad film

## Animerad film och tecknade serier
Det råder ofta en begreppsförvirring mellan medierna "tecknade serier" och "animerad (eller tecknad) film". Detta kan delvis antas bero på att åtskilliga figurer (till exempel Kalle Anka) förekommit i båda medierna (se nedanstående listor), men också på att begreppet "tecknad serie" populärt även används för "tecknade tv-serier". I datoråldern har det dessutom blivit allt vanligare att både läsa serier och se på film på datorskärmar, vilket ytterligare har rivit ner barriärerna något.
Begreppsförvirringen lever i än högre grad kvar i USA, där ordet cartoon har blivit ett sätt att klumpa ihop allt som är tecknat, och på senare år även har kommit att innefatta även andra former av animationer. Cartoons används för såväl tecknade tv-serier som politiska skämtteckningar och tecknade serier. Kopplingen mellan skämtteckning och serie har möjligen att göra med den gemensamma dagspresspubliceringen.
Klart är emellertid att mediet "tecknade serier" alltid består av statiska (sidoställda) bilder medan "animerad film" visas i rörliga bildsekvenser.

### Från tecknad serie till animerad film
Några av de serier som har blivit animerad film:

- Akira
- Aquaman
- Asterix
- Astro Boy
- Baby Blues
- Bamse
- Bananmannen
- Batman
- Dennis
- Dragon Ball
- Fritz the Cat
- Ghost in the Shell
- Gustaf
- Justice League
- Karl-Alfred
- Knasen
- Krazy Kat
- Laban
- Little Lulu
- Lucky Luke
- Marsupilami
- The Mask
- Naruto
- Opus
- Orson
- Over the Hedge
- Plastic Man
- Rasmus Nalle
- Sailor Moon
- Sazae-san
- Snobben
- Spindelmannen
- Spirou
- Static
- Stålmannen
- Teenage Mutant Ninja Turtles
- Teen Titans
- Tintin
- Tryggare kan ingen vara
- X-Men
- X & Y
- Ziggy

### Från animerad film till tecknad serie
Några av de animerade filmfigurer som har översatts till seriemediet:

- Andy Panda
- Beavis & Butthead
- Betty Boop
- Daffy
- De tre vännerna och Jerry
- Doktor Snuggles
- Familjen Flinta
- Family Guy
- Hacke Hackspett
- Jonny Quest
- Kalle Anka
- Kalle Kanin
- Kapten Grogg
- Katten Felix
- Nalle ritar och berättar
- Musse Pigg
- Piff och Puff
- Powerpuff Girls
- Ren & Stimpy
- Rosa Pantern
- Scooby-Doo
- Silly Symphonies
- Simpsons
- Snurre Sprätt
- Tom & Jerry

### Serietecknare/animatörer
Ett urval av personer som varit verksamma både som serietecknare och animatörer:

- Rune Andréasson
- Carl Barks
- Tibor Belay
- Olle Berg
- Victor Bergdahl
- Torsten Bjarre
- Jack Bradbury
- Magnus Carlsson
- Mark Evanier
- Jan Gissberg
- Matt Groening
- Sam Henderson
- Ub Iwerks
- Walt Kelly
- Jack Kirby
- Jan Lööf
- Lee Marrs
- Winsor McCay
- Dwayne McDuffie
- Paul Murry
- Marjane Satrapi
- Jeff Smith
- Osamu Tezuka
- Per Åhlin